# Баджи-рао II
Баджи-рао II (1775 — 28 января 1851) — пешва (глава правительства) государства маратхов из семьи Бхат.

## Биография
Баджи-рао был сыном Рагхунатх-рао. Его отец стал пешвой в 1773 году, когда по его приказу был убит Нараян-рао. Однако в 1774 году Нана Фарнавис организовал переворот, сверг Рагхунатх-рао и организовал регентский «совет двенадцати», правивший от имени малолетнего сына Нараян-рао Мадхав-рао II.
В 1795 году Мадхав-рао II покончил жизнь самоубийством, и Нана Фарнавис вместе с махараджей Гвалиора Даулат Шинде сделали новым пешвой Баджи-рао II. Даулат Шинде использовал ситуацию для расширения гвалиорских владений.
В 1800 году умер Нана Фарнавис. К этому времени усилился соперник правителя Гвалиора — Яшвант Холкар из княжества Индаур, и между ними завязалась борьба за контроль над пешвой. Отчаявшись сохранить независимость, Баджи-рао в 1802 году бежал к британцам, и в декабре 1802 года пешва подписал с Ост-Индской компанией Бассейнский договор, по условиям которого в обмен на военную помощь отдал в руки Компании всю внешнюю политику маратхского государства, а также пошёл на территориальные уступки. Главные соперники пешвы — правители княжеств Гвалиор (из династии Шинде) и Нагпур (из династии Бхонсле) не признали британского протектората. Началась Вторая англо-маратхская война, в ходе которой маратхские князья были разбиты.
После войны ряд маратхских князей, ранее подчинявшихся пешве, перешли под британский контроль, в частности под британский протекторат перешло княжество Барода, где правила династия Гаеквад. Посланный Гаеквадами к пешве в Пуну посол Гангадхар Шастри, который должен был обсудить вопросы, связанные со сбором налогов, был убит, и в организации убийства подозревали министра пешвы Тримбака Денгле. Воспользовавшись подвернувшейся возможностью (посол находился под британской защитой), англичане вынудили пешву подписать 13 июня 1817 года договор, в соответствии с которым тот признавал вину Денгле, отказывался от претензий на Бароду и передавал британцам ряд территорий, а также более не мог вести самостоятельную внешнюю политику. Британский резидент в Пуне Маунтстюарт Эльфинстон также потребовал, чтобы пешва распустил кавалерию. Пешва подчинился и распустил кавалерию, но при этом предупредил распускаемых, чтобы они были готовы вновь вернуться в строй, и выплатил им жалованье за 7 месяцев вперёд, а генералу Бапу Гокхале приказал начать подготовку к войне. Гокхале начал секретный набор войск и принялся за ремонт крепостей, делались попытки переманить британских сипаев и нанять европейцев.
Вскоре началась Третья англо-маратхская война. Британские войска разгромили отряды, подчинявшиеся пешве, а затем, взяв город Сатара, заставили раджу Сатары, который формально являлся императором всех маратхов, издать фирман об отстранении пешвы (формально являвшимся лишь главой кабинета министров) от занимаемой должности, тем самым юридически лишив Баджи-рао II власти. 3 июня 1818 года Баджи-рао II сдался британцам.
Британцы поселили Баджи-рао в деревне Битхур на берегу Ганга. Ему было запрещено пользоваться титулом пешва, однако была назначена хорошая пенсия, и к нему перебрались родственники из Пуны. Он прожил ещё 33 года. После его смерти титулом пешва воспользовался его приёмный сын Нана Сагиб во время Восстания сипаев.